# Kappenabzeichen
Пам'ятні відзнаки «Kappenabzeichen» (каппенабцайхен, з нім. — знак на головний убір) — нерегламентований елемент однострою австро-угорської армії часів Першої Світової війни. Пам'ятна відзнака на головний убір: кепі, феску, моряцьку безкозирку або офіцерське шако. Був характерним елементом, своєрідною візитівкою, вояків австро-угорського війська.

## Опис та історія відзнак
Традиція відзнак на головний убір в австрійській, а пізніше в австро-угорській, армії має глибоке коріння і сягає Семирічної війни. Саме тоді на головних уборах почали носити дубову (взимку ялинову) гілочки. Пізніше використовували стрічки для позначення сторін супротивників під час маневрів, або стрічки національних кольорів земель, з призовників яких складалась частина.
Пам'ятні відзнаки на головні убори почали виготовляти з початком Першої Світової. Виготовляли їх з латуні, міді, цинкового сплаву. Для оздоблення могли використовувати емалі. В результаті виходили дуже гарні фалеристичні вироби, які нічим не поступались, з мистецької точки зору, державним нагородам. Розмір відзнак — 30-50 мм.
У випадку не централізованого виробництва відзнаки виготовлялись з різних підручних матеріалів, предметів окопного побуту (наприклад гільз від набоїв).
Відзнаки вояки купували за власні кошти. Не дивлячись на це вони набули дуже великої популярності і стали обов'язковим і показним атрибутом австро-угорської армійської фронтової моди.
Оскільки відзнаки не були регламентовані їх була виготовлена дуже велика кількість. Носили їх, як рядові солдати, так і вищі офіцери та генерали.
Після розпаду Австро-Угорщині були поширенні у збройних силах Австрії та Угорського королівства.

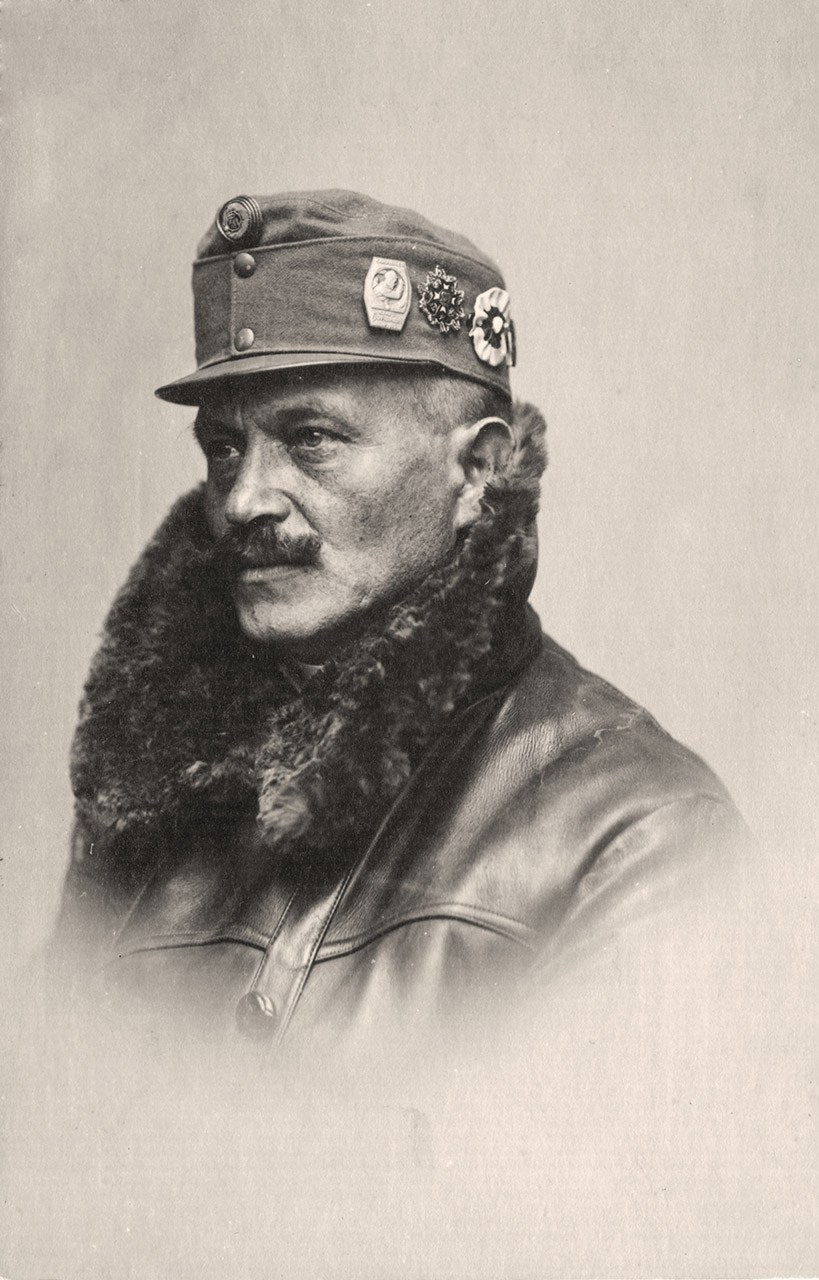
Пам'ятні відзнаки на кепі Семена Горука.

## Різновиди
За тематичним спрямуванням та призначенням серед відзнак можна виокремити наступні різновиди: — Пропагандистсько-патріотичні. На цих відзнаках розміщувалась символіка держави, земельна символіка, зображення монархів, військових діячів, правителів та полководців закордонних держав-союзників, тематика присвячена державним чи релігійним святам. 

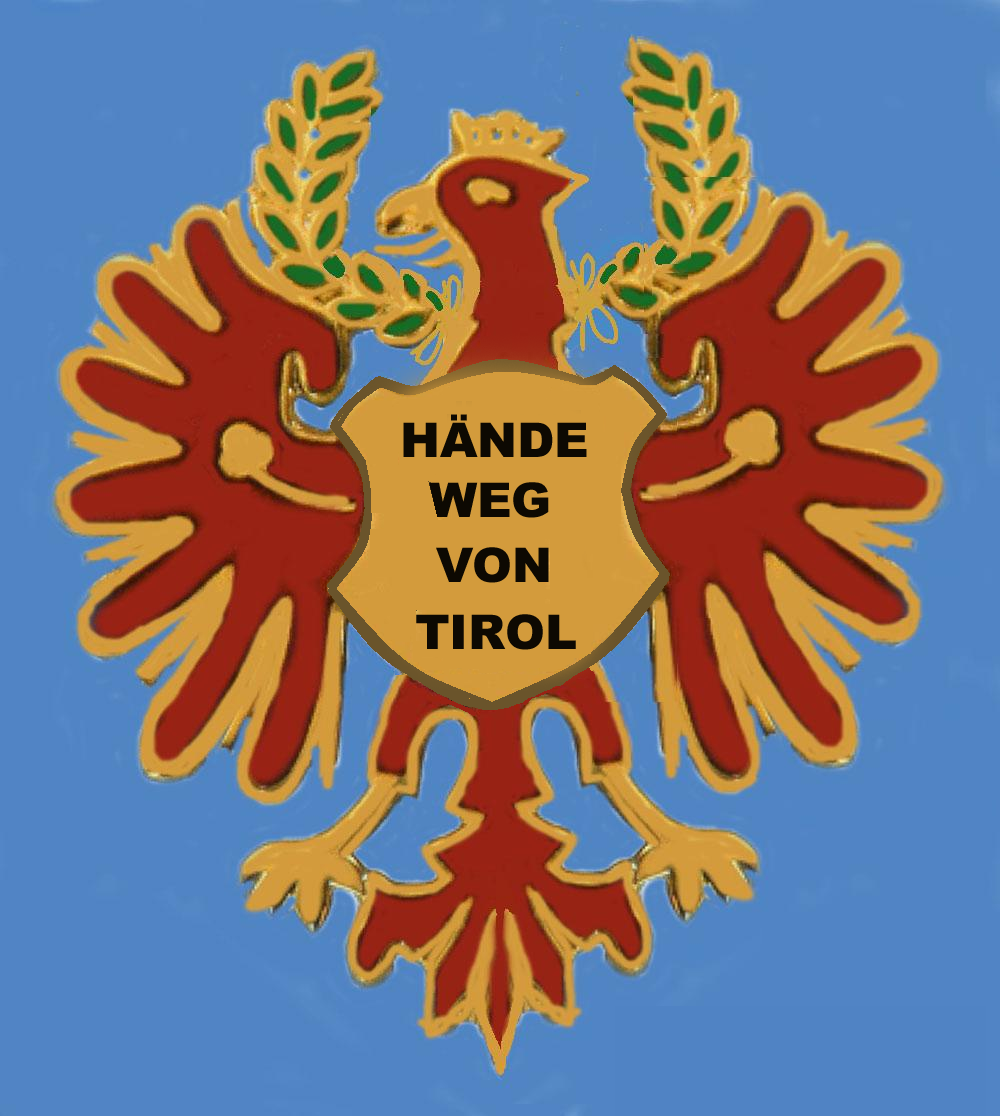
Пам'ятна відзнака з національним символом Тіролю.
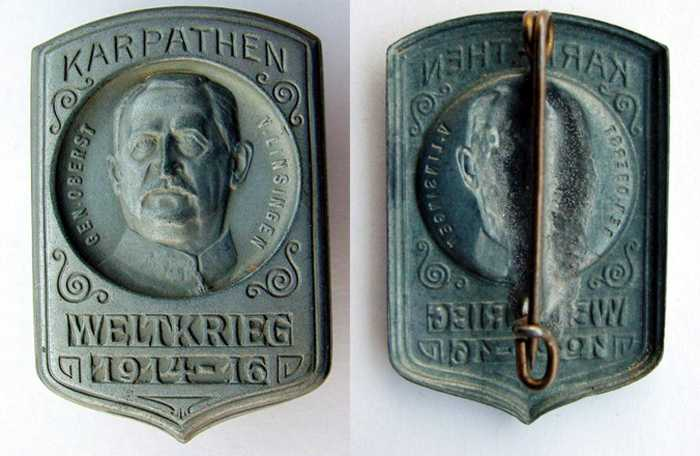
Пам'ятна відзнака на честь німецького генерала Лінзінгена.

 — Пам'ятні. На честь військових подій, участі у військовій операції, зокрема в складі певного військового утворення (армій, фронту, бойової групи тощо). 

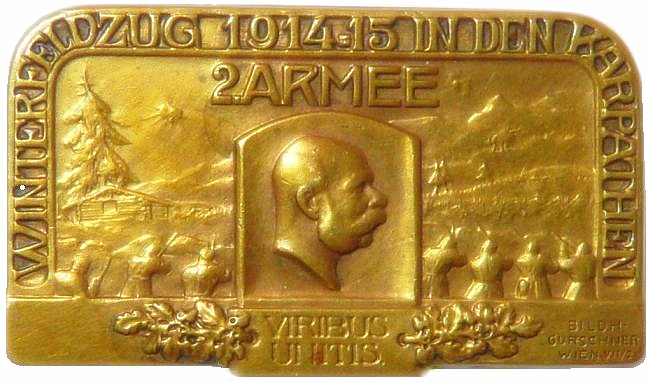
Пам'ятна відзнака ц. і к. 2 Армії. На згадку про бойові дії в Карпатах.
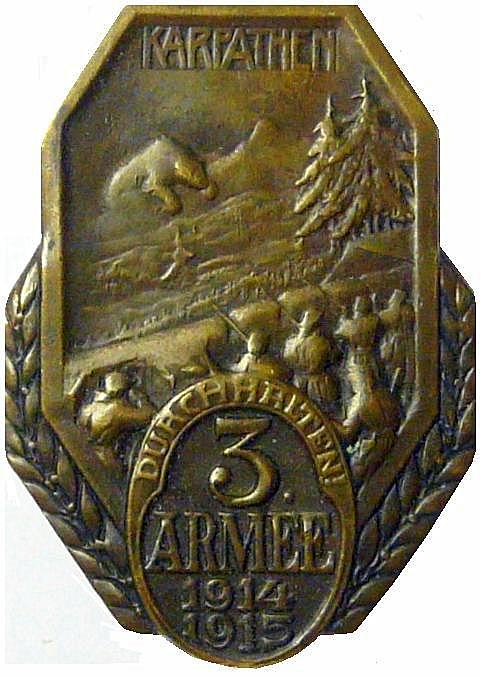
Пам'ятна відзнака ц. і к. 3 Армії.
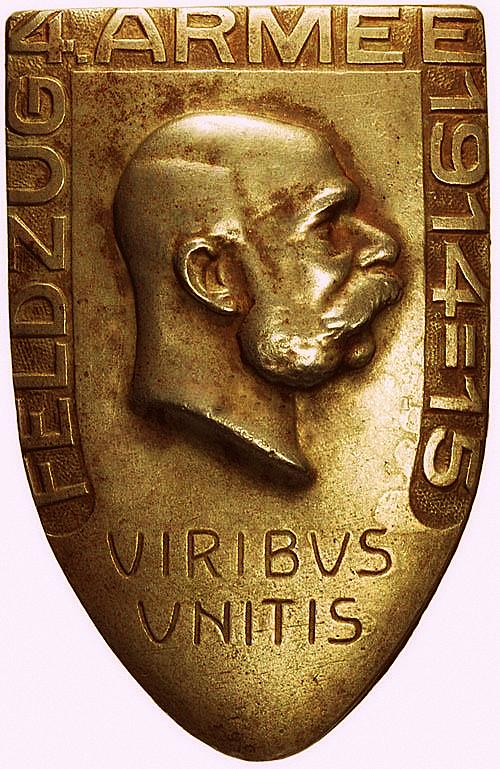
Пам'ятна відзнака ц. і к. 4 Армії
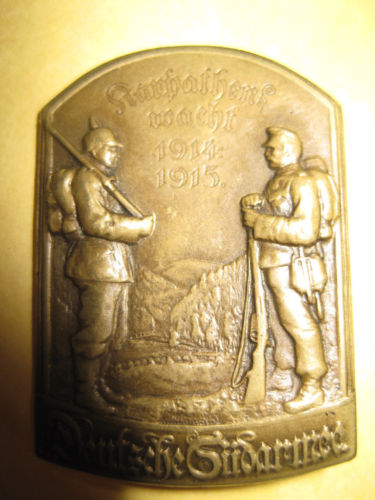
Відзнака на згадку про бої в Карпатах.

 — Відзнаки підрозділів. Відзнаки присвячені дивізіям, бригадам, полкам та батальйонам. 

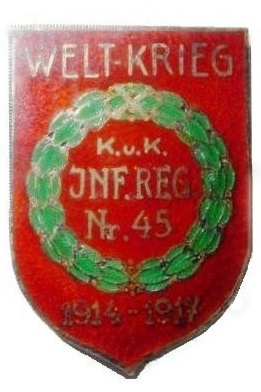
Пам'ятна відзнака ц. і к. піхотного полку № 45.
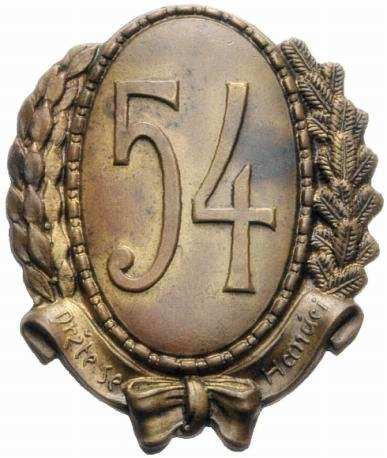
Пам'ятна відзнака ц. і к. піхотного полку № 54.
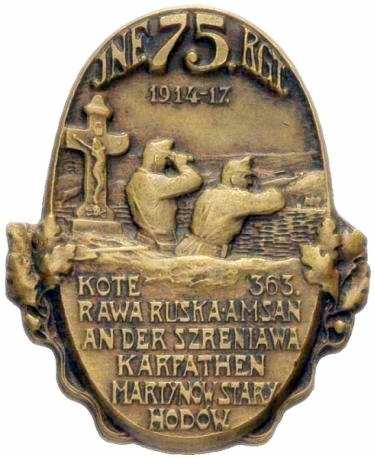
Пам'ятна відзнака ц. і к. піхотного полку № 75.
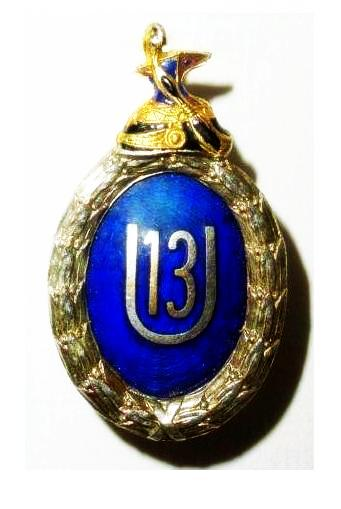
Пам'ятна відзнака ц. і к. полку уланів № 13.

 — Імпровізовані. Саморобні відзнаки, що виготовлялись безпосередньо вояками. 

## Пам'ятні відзнаки в підрозділах де служили воякиукраїнці
В українському добровольчому легіоні УСС була поширена характерна кокарда чічка. Крім неї січові стрільці також використовували пам'ятні відзнаки. Зокрема ними могли бути нагрудні знаки різних модифікації Української Бойової Управи. Відомий також знак присвячений дворіччю створенню легіону УСС (автор — художник та фотограф Буцманюк Юліан).

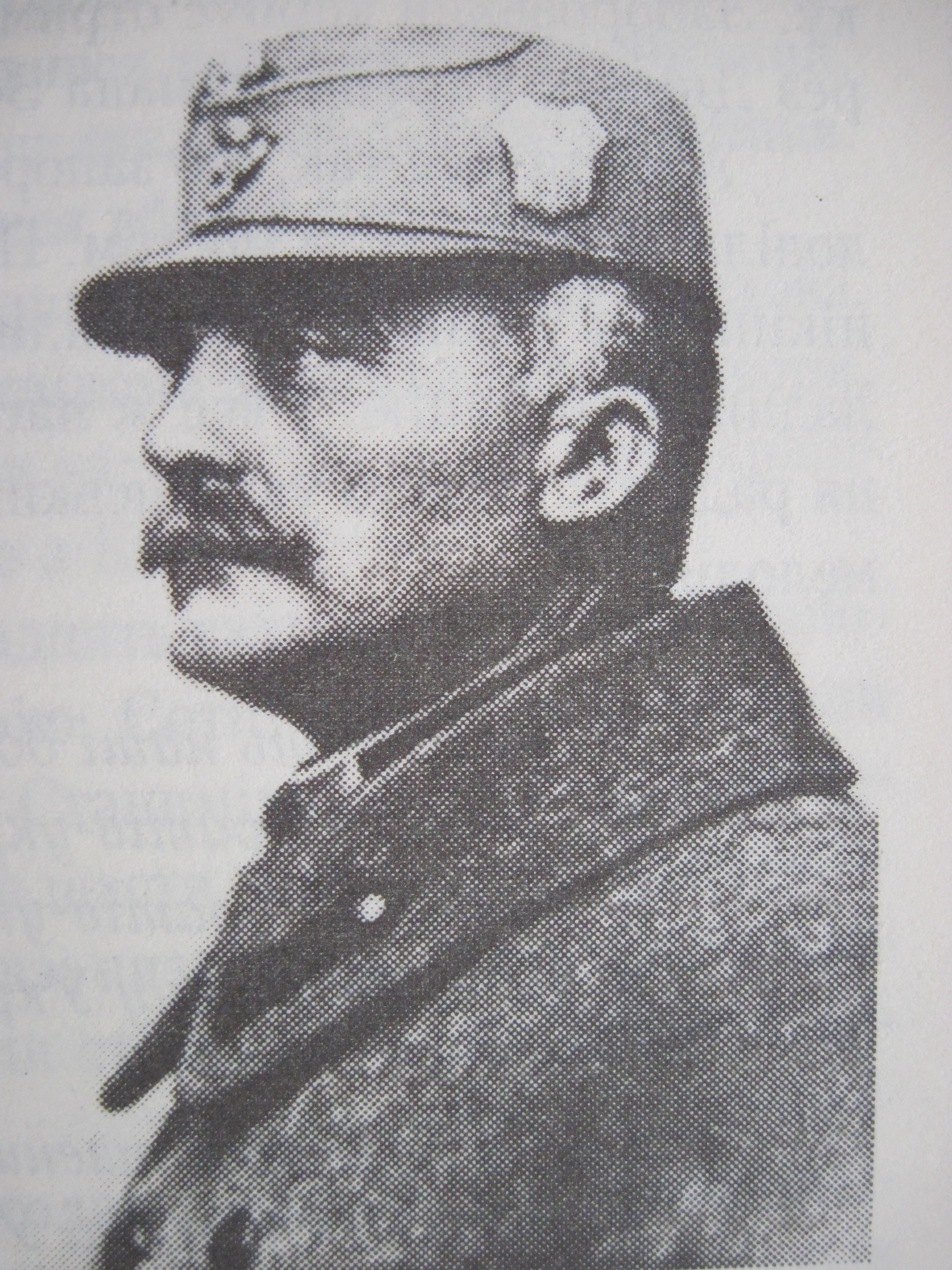
Пам'ятна відзнака на честь дворіччя легіону УСС на кепі Мирона Тарнавського.

Варто виокремити пам'ятну відзнаку цісарсько-королівського Ландвер піхотного полку «Коломия» № 36. Відзнака містила напис українською мовою: «Витримати хлопці».